# 1978 год
1978 (ты́сяча девятьсо́т се́мьдесят восьмо́й) год  по григорианскому календарю — невисокосный год, начинающийся в воскресенье. Это 1978 год нашей эры, 8‑й год 8‑го десятилетия XX века 2‑го тысячелетия, 9‑й год 1970‑х годов. Он закончился 47 лет назад.
| Пн | Вт | Ср | Чт | Пт | Сб | Вс |
|    |    |    |    |    |    | 1  |
| 2  | 3  | 4  | 5  | 6  | 7  | 8  |
| 9  | 10 | 11 | 12 | 13 | 14 | 15 |
| 16 | 17 | 18 | 19 | 20 | 21 | 22 |
| 23 | 24 | 25 | 26 | 27 | 28 | 29 |
| 30 | 31 |    |    |    |    |    |

| Пн | Вт | Ср | Чт | Пт | Сб | Вс |
|    |    | 1  | 2  | 3  | 4  | 5  |
| 6  | 7  | 8  | 9  | 10 | 11 | 12 |
| 13 | 14 | 15 | 16 | 17 | 18 | 19 |
| 20 | 21 | 22 | 23 | 24 | 25 | 26 |
| 27 | 28 |    |    |    |    |    |

| Пн | Вт | Ср | Чт | Пт | Сб | Вс |
|    |    | 1  | 2  | 3  | 4  | 5  |
| 6  | 7  | 8  | 9  | 10 | 11 | 12 |
| 13 | 14 | 15 | 16 | 17 | 18 | 19 |
| 20 | 21 | 22 | 23 | 24 | 25 | 26 |
| 27 | 28 | 29 | 30 | 31 |    |    |

| Пн | Вт | Ср | Чт | Пт | Сб | Вс |
|    |    |    |    |    | 1  | 2  |
| 3  | 4  | 5  | 6  | 7  | 8  | 9  |
| 10 | 11 | 12 | 13 | 14 | 15 | 16 |
| 17 | 18 | 19 | 20 | 21 | 22 | 23 |
| 24 | 25 | 26 | 27 | 28 | 29 | 30 |

| Пн | Вт | Ср | Чт | Пт | Сб | Вс |
| 1  | 2  | 3  | 4  | 5  | 6  | 7  |
| 8  | 9  | 10 | 11 | 12 | 13 | 14 |
| 15 | 16 | 17 | 18 | 19 | 20 | 21 |
| 22 | 23 | 24 | 25 | 26 | 27 | 28 |
| 29 | 30 | 31 |    |    |    |    |

| Пн | Вт | Ср | Чт | Пт | Сб | Вс |
|    |    |    | 1  | 2  | 3  | 4  |
| 5  | 6  | 7  | 8  | 9  | 10 | 11 |
| 12 | 13 | 14 | 15 | 16 | 17 | 18 |
| 19 | 20 | 21 | 22 | 23 | 24 | 25 |
| 26 | 27 | 28 | 29 | 30 |    |    |

| Пн | Вт | Ср | Чт | Пт | Сб | Вс |
|    |    |    |    |    | 1  | 2  |
| 3  | 4  | 5  | 6  | 7  | 8  | 9  |
| 10 | 11 | 12 | 13 | 14 | 15 | 16 |
| 17 | 18 | 19 | 20 | 21 | 22 | 23 |
| 24 | 25 | 26 | 27 | 28 | 29 | 30 |
| 31 |    |    |    |    |    |    |

| Пн | Вт | Ср | Чт | Пт | Сб | Вс |
|    | 1  | 2  | 3  | 4  | 5  | 6  |
| 7  | 8  | 9  | 10 | 11 | 12 | 13 |
| 14 | 15 | 16 | 17 | 18 | 19 | 20 |
| 21 | 22 | 23 | 24 | 25 | 26 | 27 |
| 28 | 29 | 30 | 31 |    |    |    |

| Пн | Вт | Ср | Чт | Пт | Сб | Вс |
|    |    |    |    | 1  | 2  | 3  |
| 4  | 5  | 6  | 7  | 8  | 9  | 10 |
| 11 | 12 | 13 | 14 | 15 | 16 | 17 |
| 18 | 19 | 20 | 21 | 22 | 23 | 24 |
| 25 | 26 | 27 | 28 | 29 | 30 |    |

| Пн | Вт | Ср | Чт | Пт | Сб | Вс |
|    |    |    |    |    |    | 1  |
| 2  | 3  | 4  | 5  | 6  | 7  | 8  |
| 9  | 10 | 11 | 12 | 13 | 14 | 15 |
| 16 | 17 | 18 | 19 | 20 | 21 | 22 |
| 23 | 24 | 25 | 26 | 27 | 28 | 29 |
| 30 | 31 |    |    |    |    |    |

| Пн | Вт | Ср | Чт | Пт | Сб | Вс |
|    |    | 1  | 2  | 3  | 4  | 5  |
| 6  | 7  | 8  | 9  | 10 | 11 | 12 |
| 13 | 14 | 15 | 16 | 17 | 18 | 19 |
| 20 | 21 | 22 | 23 | 24 | 25 | 26 |
| 27 | 28 | 29 | 30 |    |    |    |

| Пн | Вт | Ср | Чт | Пт | Сб | Вс |
|    |    |    |    | 1  | 2  | 3  |
| 4  | 5  | 6  | 7  | 8  | 9  | 10 |
| 11 | 12 | 13 | 14 | 15 | 16 | 17 |
| 18 | 19 | 20 | 21 | 22 | 23 | 24 |
| 25 | 26 | 27 | 28 | 29 | 30 | 31 |

## События
«Год трёх римских пап».

### Январь
- 1 января
  - В Бирме начались двухнедельные выборы в Народное собрание.
  - На Шри-Ланке введено президентское правление.
  - Катастрофа Boeing 747 под Бомбеем, при посадке в океан погибли 213 человек.
- 5 января — в Турции утверждено новое правительство во главе с Бюлентом Эджевитом.
- 7 января — Побоище на Акка Ларентия в Риме, убийство ультралевыми двух молодых активистов неофашистской партии, третий погиб в тот же день в столкновениях с полицией.
- 9 января
  - В Женеве возобновились переговоры СССР и США об ограничении стратегических вооружений (ОСВ).
  - Исламская революция в Иране: после публикации в правительственной газете «Эттелаат» критической статьи об аятолле Хомейни в Иране начинаются антиправительственные волнения, подавленные армией и полицией[1].
  - Сандинистский фронт национального освобождения Никарагуа распространяет в Эксельсиоре (Коста-Рика) заявление об отказе от диалога с режимом президента Анастасио Сомосы.
- 10 января
  - Старт космического корабля «Союз-27», приземление 16 марта 1978 года. Экипаж старта — В. А. Джанибеков, О. Г. Макаров.
  - В Манагуа убит редактор оппозиционной правящему режиму газеты «Пренса» и председатель оппозиционного «Демократического союза освобождения» Педро Чаморро.
- 15-16 января
- На конституционном референдуме в Эквадоре 57,7 % высказалось за необходимость введения новой конституции страны.
- 16 января — приземление корабля «Союз-26». Экипаж посадки — В. А. Джанибеков, О. Г. Макаров. В первый раз состоялась экспедиция посещения на орбитальную станцию и в первый раз произошла замена космического корабля на орбите (экипаж стартовал на «Союзе-27»).
- 18 января — Европейский суд по правам человека признал правительство Великобритании виновным в жестоком обращении с заключёнными из Северной Ирландии.
- 24 января — при входе в атмосферу разрушился и упал на Северо-Западные территории Канады, вызвав радиоактивное заражение, советский спутник «Космос-954».
- 26 января — временный президент Кипра Спирос Киприану провозглашён президентом на следующие 5 лет.
- 27 января — президент Никарагуа Анастасио Сомоса отверг обращение предпринимательских кругов страны о своей отставке.
- 28 января — в СССР учреждена Юбилейная медаль «60 лет Вооружённых Сил СССР».
- 30 января — приведено к присяге II конституционное правительство Португалии во главе с Мариу Суаришем.
- 31 января — Венесуэла по политическим причинам отказалась поставлять нефть в Никарагуа.

### Февраль
- 2 февраля
  - В Никарагуа отряды Сандинистского фронта национального освобождения проводят операцию по захвату городов Ривас и Гранада.
  - в ходе войны с Сомали эфиопская армия освободила город Харар.
- 2 и 11 февраля — в условиях однопартийной системы в Судане прошли парламентские выборы.
- 3 февраля
  - В РСФСР в связи с предстоящей всесоюзной переписью населения временно прекращены административно-территориальные изменения с 1 июня 1978 года до 1 мая 1979 года.
  - На выборах в ландтаг Лихтенштейна победила партия Патриотический союз (8 мест из 15), главой нового правительства стал Ханс Брунхарт.
- 4 февраля — в соответствии с поправкой к конституции Шри-Ланки о введении в стране президентского правления лидер правящей Объединённой национальной партии, премьер-министр Джуниус Джаявардене стал президентом республики на шестилетний срок. Премьер-министром президент назначил 6 февраля Ранасингхе Премадасу.
- 5 февраля — на всеобщих выборах в Коста-Рике победил блок правых сил «Оппозиционное единство» (43,4 % голосов, 27 из 57 мест в парламенте), его лидер Родриго Карасо Одио (получил 50,5 % голосов) и стал президентом страны.
- 8 февраля — президент Сирии Хафез Асад в очередной раз переизбран на свой пост на безальтернативных выборах.
- 12 февраля — на всеобщих выборах в Парагвае президентом в очередной раз переизбран Альфредо Стресснер. Он и правящая партия «Колорадо» получили 90,77 % голосов.
- 15 февраля
  - Президентом Финляндии в 4-й раз избран Урхо Калева Кекконен, получивший 259 из 300 голосов выборщиков.
  - В Родезии белые поселенцы соглашаются на многорасовую демократию и создание парламента с чёрным большинством в течение двух лет.
- 16 февраля — в Кувейте сформировано новое правительство во главе с шейхом С. А. ас-Сабахом.
- 17 февраля — в СССР присвоено звание Маршала Советского Союза генералу армии С. Л. Соколову и звание генерала армии генерал-полковнику В. И. Варенникову.
- 20 февраля — Л. И. Брежнев награждён орденом «Победа».
- 21 февраля — при проведении строительных работ в центре Мехико обнаружена Великая пирамида Теночтитлана.
- 26 февраля 
  - На парламентских выборах в Колумбии победила Либеральная партия, получившая 55,23 % голосов и 62 из 112 мест в парламенте.
  - На всеобщих выборах в Сенегале победила правящая Социалистическая партия, получившая 81,74 % голосов и 82 из 100 мест в парламенте. Президентом в очередной раз переизбран Леопольд Седар Сенгор, получивший 82,2 % голосов.
- 28 февраля — в Мали смещены с постов и арестованы по обвинению в подготовке переворота члены Военного комитета национального освобождения министр внутренних дел Карим Дембеле, генеральный директор службы безопасности Тьекоро Багайоко и министр общественных работ Киссима Дукара, позже был арестован министр иностранных дел Шарль Самба Сиссоко[2] (позже были осуждены на большие сроки).

### Март
- 1 марта — останки Чарли Чаплина были вырыты и похищены с целью выкупа (найдены и перезахоронены в мае).
- 2 марта
  - Старт космического корабля «Союз-28» с первым в истории международным экипажем в составе лётчика-космонавта СССР А. А. Губарева и космонавта-исследователя гражданина Чехословацкой Социалистической Республики В. Ремека в рамках программы «Интеркосмос». Приземление 10 марта 1978 года.
  - Генерал Не Вин переизбран председателем Государственного совета Бирмы. 3 марта премьер-министром страны вновь назначен Маун Маун Кха.
- 4 марта — армия Эфиопии выбила армию Сомали из города Джиджига.
- 5 марта
  - На 1-й сессии Всекитайского собрания народных представителей 5-го созыва принята новая Конституция КНР. Председателем Постоянного комитета ВСНП (главой государства) избран Е Цзяньин, Председатель ЦК КПК Хуа Гофэн утверждён премьером Госсовета КНР.
  - Всеобщие выборы в Гватемале. Правящая военная группировка через конгресс объявила победителем (ни один из кандидатов не набрал 50 % голосов) кандидата Революционной и Институционно-демократической партий генерала Ромео Лукаса Гарсию.
- 8 марта — в Никарагуа группа подпольщиков во главе с Норой Асторга захватила и казнила руководителя спецслужб страны генерала Рейнальдо Переса Вегу.
  - Эфиопские, йеменские и кубинские воинские соединения вышли к границе Сомали. Министерство информации и национальной ориентации Сомали объявило, что Сомали прекращает военные действия против Эфиопии и выводит свои войска из Огадена.
  - Восемь социалистических стран — СССР, Болгария, Венгрия, ГДР, Монголия, Польша, Румыния и Чехословакия внесли на рассмотрение Комитета по разоружению проект конвенции о запрещении ядерного нейтронного оружия.
- 11 марта — Теракт на Прибрежном шоссе в Израиле, погибло 39 израильтян и 9 палестинцев.
- 12 марта 
  - Первый тур выборов в Национальное собрание Франции. Вперёд выходит блок левых партий (Французская социалистическая партия, Французская коммунистическая партия и Движение левых радикалов) — Единые левые (48,6 %).
  - На парламентских выборах в Сальвадоре в условиях бойкота со стороны оппозиции победила правящая Национальная коалиционная партия, получившая 90,3 % голосов.
- 14 марта — армия обороны Израиля начала военную операцию против Организации освобождения Палестины на территории Южного Ливана.

- 15 марта — Эфиопия и Сомали подписывают перемирие. Конец войны за Огаден.
- 16 марта
  - Приземление космического корабля «Союз-27». Экипаж посадки — Ю. В. Романенко, Г. М. Гречко.
  - Катастрофа супертанкера «Амоко Кадис» с крупнейшим на тот момент нефтяным разливом в истории.
  - Резня на площади Беязыт — террористическая атака «Серых волков» в Стамбуле; погибли 7 человек, ранен 41.
  - Похищение бывшего премьер-министра Италии Альдо Моро боевиками «Красных бригад» (убит 9 мая).
- 17 марта — президент Боливии Уго Бансер разорвал дипломатические отношения с Чили после отказа Аугусто Пиночета вести переговоры о предоставлении Боливии выхода к морю.
- 19 марта — второй тур выборов в Национальное собрание Франции. Правящей коалиции удалось сохранить большинство в Национальное собрание (287 из 491).
- 22 марта
  - Народный консультативный конгресс Индонезии в очередной раз переизбрал президентом страны Сухарто.
  - Силы ООН по поддержанию мира в Ливане начали занимать позиции на юге страны в соответствии с резолюцией № 425 Совета Безопасности ООН от 19 марта 1978 года.
- 27 марта — новым премьер-министром Сирии стал Мухаммед Али аль-Халяби.

### Апрель
- 1 апреля — вступили в силу Ямайские соглашения 1976 года, закрепляющие систему «плавающих курсов» валют стран—членов МВФ и заменяющие оценку золотых резервов в долларах на оценку в единицах СДР (специальные права заимствования).
- 3 апреля — установлены дипломатические отношения между СССР и Джибути[3].
- 7 апреля
  - На парламентских выборах на Филиппинах правящий блок «Движение нового общества» получил 71,13 % голосов и 150 из 190 мест в парламенте.
  - Президент США Джимми Картер объявил, что откладывает производство нейтронных бомб.
- 9 апреля — в Сомали группа офицеров предприняла неудачную попытку переворота и смещения президента Сиада Барре.
- 12 апреля — Верховным Советом РСФСР введена в действие новая Конституция РСФСР, действовавшая до принятия Конституции РФ в 1993 году.
- 14 апреля
  - В Тбилиси прошла массовая демонстрация с требованием признания грузинского языка официальным в республике.
  - В Родезии приведено к присяге первое в истории правительство с участием представителей не-белого большинства. Премьер-министром остался Ян Смит.
- 15 апреля — железнодорожная катастрофа близ Мондзуно (Италия). Погибли 42 человека.
- 19 апреля — в условиях безальтернативности президентом Израиля избран представитель оппозиции Ицхак Навон.
- 20 апреля
  - Южнокорейский Боинг-707, вторгшийся в воздушное пространство СССР, повреждён советским перехватчиком и совершил вынужденную посадку в районе Кеми.
  - В Гане власти проводят аресты в связи с раскрытием заговора.
- 22 апреля — Конституционная ассамблея Йемена избрала председателя Совета командования А. Х. Гашими президентом страны.
- 27 апреля — военный переворот («Апрельская революция») в Афганистане. К власти приходит Народно-демократическая партия Афганистана[4].
- 30 апреля
  - Провозглашена Демократическая Республика Афганистан[5]. Главой государства, главой Революционного совета и премьер-министром стал Нур Мухаммед Тараки.
  - Парламентские выборы в Верхней Вольте, победила правящая партия Демократический Союз-Африканское демократическое движение (42,54 % голосов и 28 из 57 мест в парламенте).

### Май
- 2 мая — глава военной хунты Аргентины генерал Хорхе Рафаэль Видела назначен президентом страны. Одновременно объявлено, что 1 августа он выйдет в отставку из армии и станет гражданским лицом[4].
- 4 мая — бои десанта специальных частей ЮАР в г. Кассинга (северо-западная часть ангольской провинции Квандо-Кубанго), где располагался крупный военный лагерь СВАПО с кубинскими и намибийскими частями.
- 4 мая — Норвегия открыла запасы природного газа в Арктике.
- 9 мая
  - Глава Афганистана Нур Мухаммед Тараки в речи по радио провозгласил программу радикальных социалистических преобразований[5].
  - В Риме убит ранее похищенный «Красными бригадами» бывший премьер-министр страны Альдо Моро.
- 13 мая — в ходе гражданской войны в Заире отряды Фронта национального освобождения Конго (FLNC) заняли аэропорт Лубумбаши, а 15 мая — крупный промышленный центр город Колвези и продолжили расширять наступление против правительственных войск[6].
- 13 мая — отряд наёмников во главе с Бобом Денаром сверг правительство президента Али Суалиха на Коморских Островах[4].
- 15 мая — парламент Науру избрал Хаммера Деробурта президентом страны[4].
- 16 мая
  - Президентом Доминиканской республики избран Антонио Гусман (52,36 % голосов), его Доминиканская революционная партия получила 50,98 % и 48 из 91 места в парламенте[7].

- - Революционный совет Афганистана утвердил новые герб и флаг страны, а также лишил гражданства бывшего короля Захир-Шаха и ещё 22 представителей династии Баракзаев.
- 19 мая — в Заире начинаются бои Иностранного легиона Франции и воздушно-десантных частей Бельгии против повстанцев (Вторая война в Шабе)[6].
- 20 мая — президентом Тайваня стал Цзян Цзинго.
- 21 мая — десантники Французского Иностранного легиона под командованием полковника Филиппа Эрюлена выбивают повстанцев из города Колвези. Отряды FLNC с большими потерями отступают на территорию Анголы.
- 26 мая — в Кампучии против режима Пол Пота восстают две дивизии. Восстание подавлено через несколько дней. В стране официально введены законы военного времени.
- 28 мая
  - Генерал Сангуле Ламизана переизбран президентом Верхней Вольты во 2-м туре выборов[7].
  - В условиях однопартийной системы в Камеруне прошли парламентские выборы.
  - На выборах в Генеральный совет Сан-Марино первое место заняла Христианско-демократическая партия (42,3 %, 26 мест из 100). Но у власти осталась левоцентристская партийная коалиция.

### Июнь
- 1 июня — в Аргентине начался 11-й Чемпионат мира по футболу.
- 3 июня — генерал Зиаур Рахман избран президентом Бангладеш на всеобщих выборах (получил 76,6 % голосов))[8].
- 4 июня — президентом Колумбии избран кандидат либеральной Хулио Сесар Турбай Айяла (получил 49,3 % голосов)[8].
- 9 июня — министерство иностранных дел КНР заявило о прекращении содействия в строительстве ряда объектов в Социалистической Республике Вьетнам[8].
- 13 июня — Израиль завершил вывод своих войск из Ливана, передав южную часть страны под контроль правохристианских сил[8].
- 15 июня
  - Президент Италии Джованни Леоне ушёл в отставку, обвинённый в налоговом мошенничестве при получении взяток от американской компании Lockheed.
  - Старт космического корабля «Союз-29» (приземление 3 сентября 1978 года). Экипаж старта — В. В. Ковалёнок, А. С. Иванченков
- 18 июня — в Перу прошли выборы в Конституционное собрание, которое должно выработать новую конституцию страны[9].
- 23 июня — на XI съезде Союза коммунистов Югославии председателем партии без ограничения срока полномочий избран Иосип Броз Тито.
- 24 июня — убит президент Северного Йемена Ахмад Хуссейн Гашими[10].
- 25 июня
  - Попытка государственного переворота в Южном Йемене. Обвинённый в мятеже глава государства Салем Рубайя Али был убит 26 июня. Новым председателем президентского совета назначен премьер-министр Али Насер Мухаммед[9].
  - На парламентских выборах в Исландии победила Партия независимости (32,7 % голосов, 14 из 40 мест в парламенте), однако её лидер, премьер-министр Гейр Хадльгримссон не сумел сформировать коалиционное правительство.
- 27 июня — старт космического корабля «Союз-30» со вторым международным экипажем: П. И. Климук и гражданин Польши Мирослав Гермашевский[9] (приземление 5 июля).
- 29 июня — в условиях однопартийной системы в Малави прошли парламентские выборы.
- 30 июня — эфиопские войска начали активные боевые действия против сепаратистов в Эритрее.

### Июль
- 3 июля
  - Подписан Амазонский пакт — договор об экономическом сотрудничестве стран бассейна реки Амазонки — Бразилии, Боливии, Венесуэлы, Гайаны, Колумбии, Перу, Суринама и Эквадора.
  - КНР объявила о прекращении всех видов экономической и технической помощи Социалистической Республике Вьетнам и об отзыве всех работавших там китайских специалистов.
- 5 июля — Высший военный совет Ганы сместил президента страны генерала Игнатиуса Ачампонга, назначив на его место генерал-лейтенанта Фреда Акуффо[10].
- 6 июля — президентские выборы в Южной Корее. Действующий президент Пак Чон Хи переизбран на безальтернативной основе.
- 7 июля — провозглашена независимость Соломоновых островов[10].
- 8 июля — социалист Алессандро Пертини избран 7-м президентом Италии[10].
- 8 и 12 июля — парламентские выборы в Малайзии. Правящий Национальный фронт получил 85,06 % голосов и 131 из 154 мест в парламенте.
- 9 июля — На всеобщих выборах в Боливии[11] президентом был избран Хуан Переда Асбун, доверенное лицо диктатора Уго Бансера, официально набравший 50,88 % голосов. Через 4 месяца результаты выборов были аннулированы, как сфальсифицированные[12].
- 10 июля — военный переворот в Мавритании. Свергнут первый президент страны Моктар ульд Дадда. Власть перешла в руки Военного комитета национального возрождения во главе с подполковником Мустафой ульд Мухаммедом Салехом[10].
- 17 июля — президентом Йеменской Арабской Республики избран командующий Таизским военным округом подполковник Али Абдалла Салех[10].
- 21 июля — в Боливии произошёл переворот, генерал Уго Бансер Суарес отстранён от власти, генерал Хуан Переда Асбун занявший 1-е место на отменённых позже выборах 9 июля, провозгласил себя президентом[10].
- 25 июля — рождение первого ребёнка, зачатого в результате искусственного оплодотворения.
- 28 июля — на безальтернативных выборах президентом Мальдивской Республики избран Момун Абдул Гаюм.

### Август
- 6 августа
  - Умер папа римский Павел VI[13].
  - Парламентские выборы в Панаме. Около 40 % голосов получила Революционно-демократическая партия, которая в союзе с Народной партией и Широким Народным фронтом поддерживала левонационалистический курс генерала Омара Торрихоса.
- 8 августа — военный переворот в Гондурасе. К власти приходит генерал Поликарпо Пас Гарсия[14].
- 9 августа — ядерный взрыв в Якутии, «Кратон-4», (22 килотонны).
- 10 августа — на пост президента Эквадора после военного правления вступил избранный гражданский президент Хайме Рольдос Агилера (погиб 24 мая 1981 года)[15].
- 12 августа — в Пекине подписан Договор о мире и дружбе между Японией и КНР[14].
- 16 августа — принята новая конституция Шри-Ланки. Провозглашена Демократическая Социалистическая Республика Шри-Ланка[14].
- 17 августа — в Афганистане по обвинению к контрреволюционной деятельности арестована группа военных и министров во главе с министром национальной обороны генерал-майором Абдул Кадыром.
- 22 августа — в Никарагуа боевые группы сандинистов во главе с Эденом Пасторой, Уго Торресом и Дорой Марией Тельес захватывают здание парламента в Манагуа (Операция «Свинарник») с 300 заложниками (в том числе 50 депутатов, министр внутренних дел и пр.) Через два дня все их требования удовлетворены, сандинисты вылетели за границу[16].
- 24 августа — ядерный взрыв в Якутии, «Кратон-3», (19 килотонн).
- 25 августа — в Никарагуа началась всеобщая забастовка.
- 26 августа
  - Новым папой римским стал итальянский кардинал Альбино Лучани, который взял себе имя Иоанн Павел I[13].
  - В СССР стартовал космический корабль «Союз-31» (приземление 2 ноября). Экипаж старта — третий международный: В. Ф. Быковский и гражданин ГДР Зигмунд Йен (приземление 3 сентября)[14].
- 27 августа — в Иране в условиях непрекращающихся волнений отправлено в отставку правительство Джамшида Амузегара. Новым премьером назначен председатель Сената Джафар Шариф-Эмами (до 6 ноября 1978 года), в тот же день отменивший запрет на деятельность политических партий[14].
- 29 августа
  - Приведено к присяге правительство Португалии во главе с Алфреду Нобри да Коштой, сменившее отправленное 27 июля в отставку правительство Мариу Суариша (до 22 ноября 1978)[14].
  - В Чаде вступило в силу соглашение о национальном примирении. Глава Высшего военного совета генерал Феликс Маллум вступил на пост президента Чада (до 23 марта 1979), лидер повстанцев Хиссен Хабре стал премьер-министром (до 23 марта 1979)[14].
  - В Никарагуа всеобщая забастовка переросла в восстание против режима Анастасио Сомосы.

### Сентябрь
- 1 сентября — в Исландии сформировано коалиционное правительство. Премьер-министром стал Оулавюр Йоуханнессон.
- 8 сентября — Исламская революция в Иране: расстрел иранской полицией демонстрации в Тебризе, известный как «кровавая пятница», убито 122 человека, ранено около 4 тысяч[1].
- 10 сентября — Формула 1. На старте Гран-при Италии происходит массовое столкновение. Сильнее всех пострадал швед Ронни Петерсон, который умер на следующий день.
- 12 сентября — организаторами здравоохранения 138 государств принята Алма-Атинская декларация.
- 16 сентября
  - Главный военный администратор Пакистана генерал Мухаммед Зия-уль-Хак вступил на пост президента страны[17].

- - В результате землетрясения на востоке Ирана силой 7,8 балла, погибло около 15 тысяч человек.
- 17 сентября — Кемп-Дэвидские соглашения между Израилем и Египтом, США[17].
- 19 сентября
  - Соломоновы Острова приняты в ООН[18].
  - СФНО объявило о прекращении наступления и переходе к обороне, отряды сандинистов оставили все ранее занятые крупные никарагуанские населённые пункты.
- 25 сентября — столкновение двух самолётов над Сан-Диего, погибло 144 человека.
- 28 сентября
  - Смерть в Ватикане папы Иоанна Павла I[13].
  - Питер Виллем Бота назначен премьер-министром Южно-Африканской Республики. На следующий день бывший премьер Балтазар Йоханнес Форстер избран президентом ЮАР[18].

### Октябрь
- 1 октября — провозглашена независимость Тувалу, бывшей британской колонии Острова́ Э́ллис[18]. Первым премьер-министром стал Тоарипи Лаути.
- 4 октября
  - Возобновление боевых действий в столице Ливана Бейруте приводит к гибели около 500 человек.
  - В Египте сформировано правительство Мустафы Халиля[18].
- 8 октября — ядерный взрыв «Вятка» (15 килотонн).
- 11 октября
  - На президентских выборах в Панаме (проводилось Национальным собранием народных представителей общин) победил Аристидес Ройо, получивший 97,2 % голосов.
  - В Южном Йемене создана правящая Йеменская социалистическая партия. Генеральным секретарём ЦК ЙСП избран Абдель Фаттах Исмаил[19].
  - Новое правительство Гвинеи-Бисау после гибели 7 июля Франсишку Мендеша возглавил Жуан Бернарду Виейра.
- 12 октября — Уганда предъявила территориальные претензии Танзании. Вооружённые столкновения на общей границе.
- 13 октября — после поражения в парламенте при голосовании по вопросу об использовании атомной энергии и отставке 5 октября правоцентристского правительства новым премьер-министром Швеции стал либерал Ула Ульстен,
- 15 октября — на президентских выборах в Бразилии победил Жуан Фигейреду, получивший 61,1 % голосов.
- 16 октября — Римским папой избран польский кардинал Кароль Войтыла, взявший себе имя Иоанн Павел II, первый папа не-итальянец за 455 лет[13].
- 18 октября — новым премьер-министром Швеции стал Ула Ульстен.
- 20 октября
  - Новым премьер-министром Бельгии стал Поль ван ден Буйнантс.
  - Президент Судана Джафар Нимейри заявил о поддержке Кемп-Дэвидских соглашений между Египтом и Израилем[20].
- 21 октября — Исчезновение Фредерика Валентича.
- 22 октября — на безальтернативных президентских выборах на Коморских островах победил Ахмед Абдалла.
- 24 октября — Исламская революция в Иране: правительственным указом распущена правящая и единственная в стране партия «Растахиз»[1].
- 26 октября — президенты Сирии Хафез Асад и Ирака Ахмед Хасан аль-Бакр подписали в Багдаде Хартию совместных национальных действий, предполагавшую создание федерации двух стран[21].
- 29 октября — в Эфиопии опубликована прокламация ВВАС «О проведении национальной революционной кампании по развитию и об учреждении Высшего совета национального планирования»[22].

### Ноябрь
- 1 ноября
  - Войска Уганды вторглись в Танзанию. Начало войны между двумя странами.
  - В Боливии по обвинению в заговоре арестована группа офицеров и левых политиков.
- 2 ноября — приземление корабля Союз-31. Экипаж посадки — В. В. Ковалёнок, А. С. Иванченков.
- 3 ноября — провозглашена независимость британской колонии — острова Доминика. Первым премьер-министром страны стал Патрик Джон.
- 5 ноября — на референдуме в Австрии 50,5 % высказалось против развития и использования атомной энергетики в стране. Соответствующая программа была закрыта.
- 6 ноября — Исламская революция в Иране: в обстановке массовых волнений сформирован военный кабинет во главе с генералом Голямом Реза Азхари.
- 11 ноября — в Кампучии распространено воззвание командира 4-й дивизии Хенга Самрина с призывом к свержению Пол Пота.
- 12 ноября — в условиях однопартийной системы в Албании пошли выборы в Народное собрание.
- 14 ноября — президент Боливии генерал Хуан Переда Асбун объявил о проведении всеобщих выборов в мае 1980 года.
- 15 ноября — на парламентских выборах в Бразилии победила правящая партия АРЕНА, получившая 50,4 % голосов и 231 из 422 мест.
- 18 ноября — в Гайане совершили групповое самоубийство более 900 членов общины «Храм народов».
- 20 ноября — в Москве подписан Договор о дружбе и сотрудничестве между Союзом Советских Социалистических Республик и Социалистической Эфиопией.
- 21 ноября — съезд правящей Демократической партии Гвинеи переименовал страну в Гвинейскую Народную Революционную Республику (носила название до 1984 года).
- 22 ноября
  - Приведено к присяге новое правительство Португалии во главе с Карлушем Мота Пинтой[14].
  - Армия Эфиопии восстанавливает контроль над столицей Эритреи городом Асмарой.
  - В Никарагуа истёк срок ультиматума Сандинистского фронта национального освобождения президенту Анастасио Сомосе. Требование уйти в отставку до этой даты не было выполнено и фронт возобновил военные действия.
- 24 ноября — военный переворот в Боливии. К власти пришёл генерал Давид Падилья, который назначил всеобщие выборы на 1979 год.
- 25 ноября — на парламентских выборах в Новой Зеландии победила Национальная партия, премьер-министром остался Роберт Малдун.
- 27 ноября — в Афганистане утверждён закон об аграрной реформе.
- 30 ноября — три течения Сандинистского фронта национального освобождения Никарагуа пришли к соглашению о единстве действий против режима Анастасио Сомосы.

### Декабрь
- 1 декабря — принят закон «О гражданстве СССР».
- 2 декабря — в Кампучии объявлено о создании Единого фронта национального спасения Кампучии (ЕФНСК) во главе с Хенг Самрином.
- 3 декабря
  - Президент Ганы Фред Акуффо объявил о снятии запрета на деятельность политических партий.
  - Всеобщие выборы в Венесуэле. Президентом избран правоцентрист Луис Эррера Кампинс (46,64 %), его партия КОПЕЙ получила 39,8 % и 84 места из 199 в Палате депутатов.
- 5 декабря — в Москве подписан Договор о дружбе, добрососедстве и сотрудничестве между СССР и Демократической Республикой Афганистан.
- 6 декабря — в Испании прошёл референдум, одобривший новую конституцию страны (вступила в силу 29 декабря).
- 7 декабря — премьер-министром Японии стал Масаёси Охира.
- 12 декабря
  - В условиях однопартийной системы на всеобщих выборах в Замбии президентом в четвёртый раз безальтернативно переизбран Кеннет Каунда.
  - на парламентских выборах в Южной Корее правящая Демократическая республиканская партия президента Пак Чон Хи получила 31,7 % голосов и 68 из 154 мест. Учитывая, что президент назначал ещё 77 депутатов парламента, правящее большинство не изменилось.
  - 13 декабря 
  - В СССР присвоено звание генералов армии заместителям председателя КГБ генерал-полковникам С. К. Цвигуну и Г. К. Циневу, а также командующему погранвойсками генерал-полковнику В. А. Матросову.
  - В Атлантическом океане во время шторма затонул немецкий лихтеровоз MS München, погибли 28 человек.
- 15 декабря — в Пекине и Вашингтоне опубликовано совместное коммюнике о восстановлении дипломатических отношений между КНР и США с 1 января 1979. Соответственно, США прекращают дипломатические отношения с Тайванем.
- 16-18 декабря — в Народной Демократической Республики Йемен прошли парламентские выборы.
- 17 декабря
  - 52-я конференция ОПЕК в Абу-Даби приняла решение в 1979 году поэтапно поднять цены на нефть на 14,5 %.
  - Досрочные парламентские выборы в Бельгии. Правящая партия христианских демократов получила 26,14 %, премьер-министром остался Поль ван ден Буйнантс.
- 21 декабря — лидер Кампучии Пол Пот проводит совещание с командующими военными зонами и заявляет о скором переходе к партизанской борьбе.
- 22 декабря
  - В Пекине закончился III пленум ЦК Коммунистической партии Китая XI созыва. Принята программа экономических реформ, предложенная Дэн Сяопином. Заместителем Председателя ЦК КПК назначен Чэнь Юнь, в состав Политбюро избраны Ху Яобан, Ван Чжэнь и Дэн Инчао.
  - Начало и свёртывание операции «Суверенитет» на чилийско-аргентинской границе.
- 24 декабря
  - В Брюсселе при посредничестве государственного секретаря США Сайруса Вэнса прошла встреча премьер-министра Египта Мустафы Халиля и министра иностранных дел Израиля Моше Даяна.
  - На безальтернативных выборах президентом Руанды переизбран генерал Жювеналь Хабьяримана.
- 25 декабря
  - Вторжение вьетнамских войск на территорию Кампучии.
  - Мехмет Шеху вновь назначен Народным собранием председателем Совета министров Народной социалистической республики Албании.
- 26 декабря — Национальное собрание Южной Кореи переизбрало Пак Чон Хи президентом страны.
- 27 декабря
  - Скончался от рака президент Алжира Хуари Бумедьен. Исполняющим обязанности президента назначен Рабах Битат.
  - Первая сессия Высшего народного совета Народной Демократической Республики Йемен избрала Абдель Фаттаха Исмаила главой государства — председателем Высшего народного совета и Али Насера Мухаммеда — премьер-министром страны.
- 29 декабря — на безальтернативных выборах в Сингапуре президентом избран Бенджамин Ширс.
- 30 декабря
  - В Киеве введена в эксплуатацию[23][24] первая в СССР[25][26] линия скоростного трамвая, построенная по инициативе Владимира Веклича[27][28] и Василия Дьяконова[29].
  - Правительственные войска Кампучии без боя оставили стратегически важный город Кратьэх.
  - Комитет Палаты представителей США приходит к заключению о том, что в покушении на президента Джона Ф. Кеннеди в 1963 году принимал участие ещё один вооружённый преступник.
- 31 декабря — в Иране ушло в отставку военное правительство генерала Голяма Реза Азхари.

### Без точных дат
- Появилась группа SamulNori, основанная музыкантом Ким Док Су.
- Французские инженеры разработали разъём СКАРТ.
- Открыт памятник «Покорителям Самотлора» в городе Нижневартовске Россия.
- Восстановлен в учёном звании академик Степан Некрашевич, белорусский учёный-языковед и общественный деятель, инициатор создания и первый председатель Института белорусской культуры (сейчас — Национальная академия наук Беларуси).

## Персоны года
Человек года по версии журнала Time — Дэн Сяопин, китайский политик.

## Родились
См. также: Категория:Родившиеся в 1978 году

### Январь
- 1 января
  - Крис Лемке, канадский актёр.
  - Нина Ботт, немецкая актриса, певица и сёрфер.
  - Видья Балан, индийская киноактриса.
  - PSY, южнокорейский певец.
- 2 января
  - Давид Муджири, грузинский футболист, полузащитник.
  - Карина Смирнофф, известная американская танцовщица русско-греческого происхождения.
  - Патрисия де Леон, панамская актриса и фотомодель.
- 3 января
  - Константин Генич, российский футбольный журналист, ранее футболист.
  - Лия Кебеде, эфиопская супермодель, дизайнер одежды и актриса.
- 5 января
  - Дженьюари Джонс, американская актриса.
  - Эмилия Ридберг, шведская соул-певица.
  - Америка Оливо, американская актриса, певица и фотомодель.
- 6 января — Тара Спенсер-Нэйрн, канадская актриса.
- 6 января — Эмилио Пальма, аргентинец, первый человек в истории, родившийся в Антарктиде.
- 9 января
  - Дженнаро Гаттузо, итальянский футболист и тренер.
  - Эй Джей Маклин, певец, участник группы Backstreet Boys.
  - Мэгги Райзер, американская актриса, фотомодель и СПИД-активистка.
- 11 января — Холли Брисли, австралийская актриса.
- 13 января — Себастьян Рейман, финский певец, актёр и телеведущий.
- 17 января — Каролина Ардоаин, аргентинская актриса и фотомодель.
- 18 января — Кристина Бабушкина, российская актриса театра и кино.
- 20 января — Владимир Гройсман, украинский государственный и политический деятель, премьер-министр Украины (с 2016 года по 2019 год).
- 24 января
  - Екатерина Климова, российская актриса театра и кино.
  - Верле Батенс, бельгийская актриса и певица.
- 25 января — Владимир Зеленский, украинский государственный и политический деятель, президент Украины с 2019 г., актёр, юморист, капитан команды КВН «95-й квартал».
- 26 января — Келли Стейблс, американская актриса.
- 27 января — Дмитрий Щугорев, российский журналист, ведущий и корреспондент телеканала «Россия-24» (с 2007 года).
- 28 января — Джанлуиджи Буффон, голкипер футбольного клуба «Парма».

### Февраль
- 2 февраля
  - Макарена Гомес, испанская киноактриса.
  - Барбара Мори, мексиканская актриса и модель уругвайского происхождения.
- 3 февраля
  - Амаль Клуни, британский юрист ливанского происхождения, супруга Джорджа Клуни.
  - Келли Салливан, американская актриса.
  - Элиза Шнайдер, американская актриса и певица.
- 4 февраля — Данна Гарсия, колумбийская актриса и певица.
- 6 февраля — Елена Зеленская, Первая леди Украины.
- 7 февраля — Эштон Кутчер, американский актёр.
- 9 февраля — Эрин О’Коннор, английская фотомодель, актриса, телеведущая и писательница.
- 11 февраля
  - Ирина Муромцева, российский журналист и телеведущая.
  - Тимур «Каштан» Батрутдинов, российский комедийный актёр и телеведущий.
  - Лимари Надаль, пуэрто-риканская и американская актриса.
- 14 февраля — Данай Гурира, американская актриса и драматург.
- 15 февраля — Анна Уколова, российская актриса театра и кино.
- 16 февраля 
  - Василиса Фролова, украинская телеведущая, модель, актриса.
  - Любовь Толкалина, российская актриса театра и кино.
- 20 февраля
  - Челси Перетти, американская стендап комедиантка, телевизионная актриса и сценарист.
  - Лорен Эмброуз, американская актриса.
- 21 февраля
  - Николь Паркер, американская актриса и певица.
  - Ким Ханыль, южнокорейская актриса и модель.
- 22 февраля — Елена Калинина, российская актриса театра и кино.
- 23 февраля — Го Кэюй, китайская актриса.
- 24 февраля — Она Грауэр, мексиканско-канадская актриса.
- 26 февраля — Сурен Цормудян, российский писатель-фантаст.
- 27 февраля
  - Тома Песке, астронавт ЕКА, 10-й астронавт Франции.
  - Каха Каладзе, грузинский футболист и политик.
- 28 февраля — Бенджамин Райх, австрийский горнолыжник, двукратный олимпийский чемпион и 3-кратный чемпион мира.

### Март
- 1 марта — Дженсен Эклс, американский певец, актёр и режиссёр.
- 3 марта
  - Магдалена Мельцаж, польская актриса и модель.
  - Саманта Райан, американская порноактриса
- 4 марта — Екатерина Приморская, российская актриса театра и кино.
- 5 марта — Кимберли Маккалло, американская актриса мыльных опер.
- 6 марта — Лара Кокс, австралийская актриса и фотомодель.
- 7 марта — Хэтти Морахан, английская театральная и телевизионная актриса.
- 9 марта — Кэтрин Паркинсон, британская актриса
- 10 марта — Марта Торне, испанская актриса и телеведущая
- 11 марта — Дидье Дрогба, ивуарийский футболист, нападающий.
- 12 марта — Татьяна Мухина, российская актриса театра и кино.
- 14 марта — Моника Мейхем, австралийская порноактриса и танцовщица экзотических танцев.
- 16 марта — Софи Хантер, британская актриса
- 18 марта
  - Анна Полупанова, белорусская актриса театра и кино.
  - Вирджиния Уильямс, американская актриса.
- 21 марта
  - Рани Мукерджи, индийская актриса.
  - Алёна Шередова, чешская фотомодель.
- 22 марта — Дейзи Хаггард, английская актриса и кинопродюсер.
- 23 марта
  - Николь Том, американская актриса
  - Анастасия Гриффит, английская актриса.
  - Джоанна Пейдж, уэльская актриса и певица.
- 24 марта — Аманда Брюгел, канадская телевизионная актриса.
- 26 марта — Сандра Ромейн, румынская порноактриса.
- 28 марта — Лина Хедлунд, шведская певица
- 31 марта — Вивиан Шмитт, немецкая порноактриса.

### Апрель
- 1 апреля — Анамария Маринка, румынская актриса.
- 2 апреля — Джейми Рэй Ньюман, американская актриса и певица.
- 3 апреля — Мэттью Гуд, английский актёр.
- 5 апреля — Франциска ван Альмсик, немецкая пловчиха, десятикратный призёр Олимпийских игр, многократная чемпионка мира и Европы.
- 6 апреля
  - Игорь Семшов, российский футболист, полузащитник.
  - Майлин Класс, английская певица, пианистка, фотомодель и актриса.
  - Татьяна Найник, российская певица, актриса, модель, солистка и продюсер группы Maybe.
- 8 апреля — Рэйчел Робертс, канадская актриса и фотомодель.
- 10 апреля — Келли Стэффорд, английская порноактриса.
- 13 апреля
  - Карлес Пуйоль, испанский футболист, чемпион мира и Европы.
  - Сильвия Мейс, нидерландская модель, актриса и ведущая
- 16 апреля
  - Иван Ургант, российский актёр, телеведущий.
  - Лара Датта, индийская модель и актриса
- 17 апреля — Линдси Хартли, американская актриса и певица.
- 18 апреля — Сергей Григорович, основатель и директор GSC Game World
- 19 апреля
  - Джеймс Франко, голливудский актёр.
  - Наталья Еприкян, российская эстрадная актриса.
- 21 апреля — Юлия Печёнкина, российская легкоатлетка, четырёхкратная чемпионка мира, рекордсменка мира.
- 25 апреля — Летисия Биркойер, бразильская модель.
- 26 апреля — Анна Муглалис, французская актриса театра и кино.
- 27 апреля — Стана Катич, канадская актриса сербско-хорватского происхождения.

### Май
- 3 мая — Мири Месика, израильская певица и актриса.
- 8 мая — Джози Маран, американская топ-модель и актриса.
- 9 мая 
  - Bebe, испанская певица
  - Андрей Павленко, российский врач-онколог, хирург, руководитель онкологического центра клиники СПбГУ (ум. 2020).
- 11 мая — Летиция Каста, французская топ-модель и актриса.
- 12 мая — Малин Акерман, канадская модель шведского происхождения.
- 15 мая — Каролин Даверна, канадская актриса.
- 16 мая
  - Ольга Зайцева, российская биатлонистка.
  - Лионель Скалони, аргентинский футболист.
- 18 мая
  - Рикарду Карвалью, португальский футболист.
  - Ольга Ломоносова, российская и украинская актриса.
- 21 мая — Бриана Бэнкс, американская фотомодель и порноактриса немецкого происхождения
- 22 мая
  - Кэти Прайс, британская певица, автор песен, фотомодель, телеведущая, писатель, актриса, модный дизайнер и бизнесвумен.
  - Джиннифер Гудвин, американская актриса кино и телевидения
- 25 мая — Адам Гонтье, канадский музыкант (Three Days Grace).
- 26 мая — Ана Паула Оливейра, бразильская футбольная судья, фотомодель и телеведущая.
- 27 мая — Синди Сэмпсон, канадская актриса.

### Июнь
- 2 июня
  - Доминик Купер, английский актёр.
  - Ли Со Ён, первый космонавт Южной Кореи, вторая азиатская женщина-космонавт.
  - Никки Кокс, американская актриса и танцовщица.
- 3 июня
  - Камил Чонтофальски, словацкий футболист, вратарь.
  - Наталья Валевская, российский модельер и дизайнер Haute Couture.
- 4 июня — Дениз Гамзе Эргювен, турецко-французский кинорежиссёр.
- 6 июня
  - ODB, американский рестлер и актриса
  - Джой Энрикес, американская актриса и певица.
- 7 июня
  - Мини Анден, шведская фотомодель и актриса.
  - Эдриэнн Франц, американская актриса мыльных опер.
- 8 июня — Мария Менунос, американская актриса, телеведущая и журналистка греческого происхождения.
- 9 июня
  - Мирослав Клозе, немецкий футболист, нападающий.
  - Анна Табанина, российская актриса театра и кино
  - Мэттью Беллами, вокалист, гитарист, клавишник и композитор, фронтмен группы Muse.
  - Микаэла Конлин, американская актриса.
  - Шанди Финнесси, американская фотомодель, актриса, Мисс США 2004.
- 10 июня — Дональд Джозеф Куоллс, более известный как Ди-Джей Куоллс (DJ Qualls), американский актёр и продюсер.
- 11 июня — Павел Мунтян, деятель российского анимационного кино
- 12 июня — Алиса Гребенщикова, российская актриса театра и кино.
- 13 июня — Гвен Саммерс, американская порноактриса
- 15 июня — Бианна Голодрыга, американская телеведущая.
- 16 июня — Даниэль Брюль, немецкий актёр испанского происхождения.
- 16 июня — Линдси Маршал, английская актриса театра и кино.
- 18 июня
  - Ирина Пегова, российская актриса театра и кино.
  - Эмма Хеминг, английская актриса и фотомодель.
- 19 июня
  - Дирк Новицки, немецкий баскетболист, чемпион НБА (2011).
  - Миа Маэстро, аргентинская актриса, певица и композитор.
  - Зои Салдана, американская киноактриса.
- 20 июня — Фрэнк Лэмпард, английский футболист и тренер.
- 21 июня — Эрика Дюранс, канадская актриса
- 23 июня — Анна Миклош, российская актриса театра и кино.
- 24 июня — Хуан Роман Рикельме, аргентинский футболист, олимпийский чемпион.
- 27 июня — Кортни Форд, американская актриса.
- 28 июня — Камилл Гуати, американская кино- и телеактриса.
- 29 июня — Николь Шерзингер, американская поп/R&B певица.

### Июль
- 1 июля
  - Хиллари Так, американская актриса и общественный деятель
  - Риа Дарем, американская фотомодель.
- 2 июля
  - Диана Гурцкая, российская певица.
  - Джули Найт, американская порноактриса.
- 3 июля — Анита Бури, фотомодель и танцовщица, победительница конкурса «Мисс Швейцария» 1999 года.
- 4 июля — Беки Ньютон, американская актриса
- 6 июля
  - Тиа Маури, американская актриса
  - Тамера Маури, американская актриса
- 9 июля
  - Дмитрий Дюжев, российский актёр.
  - Линда Пак, американская телевизионная актриса
- 12 июля — Мишель Родригес, американская актриса.
- 14 июля — Виталий Гогунский, российский актёр, композитор, певец.
- 15 июля — Сергей Рыбников, российский лётчик-испытатель, Герой Российской Федерации (2017, посмертно).
- 16 июля — Брайан Бьянкини, американский актёр и фотомодель.
- 17 июля
  - Кэтрин Таун, американская актриса.
  - Эмили Симон, французская певица, композитор и автор песен в жанре даунтемпо, электропоп.
- 18 июля
  - Вирджиния Раджи, итальянский политик, мэр Рима в 2016—2021.
  - Шэйен Сильвер, американская порноактриса.
- 19 июля
  - Анна Федулова, российская лыжница, одиннадцатикратная чемпионка Сурдлимпийских игр. Заслуженный мастер спорта России (2000), самый титулованный сурдлимпиец в истории.
  - Долорес Фонси, аргентинская модель, актриса театра, кино и телевидения.
- 20 июля
  - Павел Дацюк, российский хоккеист.
  - Дженнифер Псаки, американский политик, пресс-секретарь Белого дома.
  - Мария Александрова, российская артистка балета Большого театра, народная артистка России (2009).
- 21 июля — Джош Хартнетт, американский актёр.
- 22 июля
  - Эй Джей Кук, канадская актриса кино и телевидения.
  - Ирина Ортман, российская эстрадная певица
- 24 июля — Джоанна Тейлор, английская актриса и фотомодель.
- 26 июля — Ив Майлс, валлийская актриса
- 28 июля — Мине Тугай, турецкая актриса.
- 31 июля — Луиза Гриффитс, британская поп-певица, композитор, модель и актриса.

### Август
- 2 августа — Наташья Уильямс, американская актриса, сценарист, певица и фотомодель.
- 3 августа — Шанель Уоркман, американская актриса.
- 5 августа
  - Ксения Назарова, российская актриса театра и кино, телеведущая.
  - Рита Фалтояно, венгерская порноактриса.
- 6 августа — Мариса Миллер, американская модель и актриса.
- 7 августа
  - Юлия Чичерина, русская певица.
  - Линси Дон Маккензи, британская порноактриса и модель.
- 8 августа
  - Дмитрий Шепель российский конькобежец.
  - Контесс Вон, американская актриса и певица
- 9 августа
  - Одри Тоту, французская актриса.
  - Даниэла Денби-Эш, английская телевизионная актриса.
- 11 августа — Эмбер Мариано, американская актриса и телевизионная персона.
- 14 августа — Кейт Ричи, австралийская актриса.
- 15 августа — Лилия Подкопаева, украинская гимнастка.
- 16 августа — Валерия Кораблёва, российский журналист и телеведущая.
- 19 августа
  - Екатерина Шульман, российский политолог и публицист
  - Мишель Борт, американская сериальная киноактриса.
- 20 августа — Анатолий Шарий, украинский политический деятель, журналист, видеоблогер, бизнесмен.
- 22 августа
  - Малин Крепин, шведская актриса («Последнее завещание Нобеля»).
  - Ирина Леонова, российская актриса театра и кино.
- 23 августа — Коби Брайант, американский баскетболист (ум. в 2020).
- 24 августа — Бет Рисграф, американская актриса, фотограф.
- 26 августа — Аманда Шулл, американская актриса и бывшая профессиональная балерина.
- 28 августа — Келли Овертон, американская актриса, сценарист, режиссёр и продюсер.

### Сентябрь
- 3 сентября — Николь Хилц, американская актриса и певица.
- 5 сентября — Лаура Бертрам, канадская актриса
- 6 сентября — Наталия Сиглиути, американская актриса и модель.
- 7 сентября
  - Любовь Тихомирова, российская актриса театра «Сатирикон» и театра им. Е. Вахтангова.
  - Девон Сава, канадский киноактёр.
- 8 сентября — Алисия Родс, британская порноактриса.
- 11 сентября — Евгений Попов, российский тележурналист и телеведущий.
- 12 сентября — Элизабетта Каналис, итальянская модель, телеведущая и актриса.
- 13 сентября — Марлайн Барретт, американская телевизионная актриса.
- 14 сентября
  - Сильвия Наварро, известная мексиканская актриса театра и кино.
  - Кармен Касс, эстонская топ-модель, актриса и политик.
- 15 сентября
  - Эйдур Гудьонсен, исландский футболист.
  - Анатолий Пашинин, украинский актёр театра и кино.
- 16 сентября — Каролина Дикманн, бразильская киноактриса.
- 18 сентября
  - Каору Мори, мексикано-уругвайская актриса.
  - Пилар Лопес де Айала, испанская киноактриса.
  - Кендра Ласт, американская порноактриса.
- 19 сентября — Мишель Алвес, бразильская фотомодель.
- 20 сентября — Сарит Хадад, популярная израильская певица.
- 22 сентября
  - Даниэлла Алонсо, американская актриса.
  - Леа Вуд, английская фотомодель и певица.
- 23 сентября — Татьяна Федоровская, российский кинорежиссёр, сценарист, актриса, художник.
- 24 сентября — Ширли Бренер, израильско-американская актриса, кинопродюсер, телеведущая и писательница.
- 27 сентября
  - Наталья Власова, российская певица, актриса, музыкант, композитор, автор и исполнительница собственных песен.
  - Пастора Солер, испанская певица
  - Ани Лорак, украинская певица
- 30 сентября — Кэндис Мишель, американская модель, актриса, профессиональный рестлер.

### Октябрь
- 1 октября — Марина Симановская, российская хип-хоп-исполнительница и автор песен (ум. в 2002).
- 2 октября
  - Аюми Хамасаки, японская поп-певица.
  - Франсиэли Фредузэски, бразильская актриса и модель.
- 3 октября — Шэннин Соссамон, американская актриса.
- 4 октября — Дэна Дэвис, американская актриса и певица.
- 6 октября
  - Лю Ян, первая женщина-космонавт Китая.
  - Каролина Джиннинг, шведская актриса, певица, журналистка, телеведущая, писательница и художница.
  - Самара Фелиппо, бразильская актриса.
- 10 октября — Джоди Лин О’Киф, американская актриса и модель.
- 14 октября
  - Ашер Реймонд, американский артист.
  - Пол Хантер, английский профессиональный снукерист.
- 17 октября
  - Сандро Шварц, немецкий футболист и футбольный тренер.
  - Эрин Карплак, канадская актриса украинского происхождения.
- 19 октября
  - Арарат Кещян, российский актёр и телеведущий.
  - Руслан Чагаев, узбекский боксёр.
- 22 октября
  - Ирина Россиус, российская телеведущая и журналист.
  - Сюзанна Шадковски, польско-американская актриса театра и кино.
- 26 октября
  - Стефани Уоринг, английская актриса.
  - Уайнн Эверетт, американская актриса.
  - Александрия Карлсен, американская фотомодель, актриса и журналистка.
- 27 октября — Ванесса Мэй, скрипачка китайского происхождения, композитор.
- 28 октября
  - Гвендолин Кристи, британская актриса
  - Мартина Гусман, аргентинская актриса кино и телевидения, продюсер.
  - Марта Этура, испанская актриса кино и телевидения.
- 30 октября
  - Аманда Своффорд, американская модель.
  - Наталия Лаже, бразильская актриса театра, кино и телевидения.

### Ноябрь
- 3 ноября — Джулия Тейлор, венгерская порноактриса.
- 6 ноября
  - Яна Чурикова, российская телеведущая.
  - Тэрин Мэннинг, американская актриса, певица, композитор и дизайнер одежды.
  - Даниела Сикарели, бразильская актриса, телеведущая MTV Brasil и фотомодель.
  - Джолина Магдангал, филиппинская актриса и певица.
- 7 ноября — Рио Фердинанд, английский футболист, центральный защитник.
- 8 ноября — Джейн Дэнсон, английская актриса.
- 10 ноября
  - Кайла Коул, словацкая фотомодель, актриса, телеведущая.
  - Ив, американская рэп-исполнительница и актриса.
- 11 ноября
  - Николай Крюков, российский гимнаст, чемпион Олимпийских игр (1996), абсолютный чемпион мира (1999).
  - Людмила Радченко, российская модель, итальянская телеведущая, актриса.
- 12 ноября
  - Александра Мария Лара, немецкая актриса румынского происхождения.
  - Лена Яда, американская актриса, фотомодель, сёрфер и рестлер.
  - Эшли Уильямс, американская актриса.
- 14 ноября
  - Дельфин Шанеак, французская актриса, модель и диджей.
  - Микайла Банас, новозеландская актриса и певица.
- 15 ноября — Иван Маслов, российский военнослужащий, подполковник, Герой Российской Федерации (2012, посмертно).
- 17 ноября
  - Зои Белл, новозеландская актриса и каскадёр.
  - Рэйчел Макадамс, канадская киноактриса.
  - Кирти Редди, индийская актриса
- 19 ноября
  - Дрис Бёйтарт, основатель системы управления контентом Drupal.
  - Наталья Бурмистрова, российская актриса театра и кино.
  - Дарья Павленко, российская артистка балета, прима-балерина Мариинского театра.
- 20 ноября — Надин Веласкес, американская актриса.
- 24 ноября — Кэтрин Хайгл, американская актриса, продюсер.
- 27 ноября — Шай Лав, немецко-американская порноактриса сицилийско-пуэрто-риканского происхождения.
- 28 ноября
  - Айми Гарсиа, американская актриса.
  - Лиза Джейкаб, канадская актриса.
- 29 ноября — Лорен Джерман, американская киноактриса.
- 30 ноября — Гаэль Гарсиа Берналь, мексиканский киноактёр.

### Декабрь
- 2 декабря
  - Нелли Фуртадо, канадская певица.
  - Крис Уолстенхолм, басист, бэк-вокалист и один из композиторов группы Muse.
- 4 декабря — Мина Тандер, немецкая актриса.
- 6 декабря — Карен Дениз Оберт, американская актриса и фотомодель.
- 7 декабря
  - Шири Эпплби, американская актриса.
  - Александра Лебединская, российская актриса и режиссёр-постановщик.
- 9 декабря — Джесси Меткалф, американский киноактёр.
- 11 декабря — Тамара Тансыккужина, российская шашистка, семикратная чемпионка мира (в 2021).
- 15 декабря
  - Алексей Свирин, российский гребец, олимпийский чемпион (2004), президент федерации гребного спорта РФ.
  - Вивиан Викторетт, бразильская актриса.
- 17 декабря — Мэнни Пакьяо, филиппинский боксёр, политик и актёр.
- 18 декабря — Кэти Холмс, американская актриса кино и телевидения.
- 22 декабря
  - Джоан Келли, канадская актриса.
  - Миа Тайлер, американская «plus-size»-модель, актриса, адвокат.
- 23 декабря
  - Джоди Марш, британская медийная персона, модель, телеведущая и культуристка.
  - Эстелла Уоррен, канадская актриса и фотомодель.
- 25 декабря — Наталия Житкова, российская актриса
- 29 декабря — Джиллиан Норрис, ирландская танцовщица и модель.
- 31 декабря — Юлия Барсукова, заслуженный мастер спорта по художественной гимнастике, олимпийская чемпионка, чемпионка мира.

## Скончались
См. также: Категория:Умершие в 1978 году
- 28 февраля — Эрик Фрэнк Рассел, английский писатель-фантаст (род. 1905).
- 3 марта — Василий Ефанов, советский живописец, народный художник СССР, член Академии художеств СССР, лауреат пяти Сталинских премий (род. 1900).
- 18 марта — Ли Брэкетт, известная американская писательница-фантаст, жена Эдмонда Гамильтона (род. 1915).
- 21 марта — Кэрролл О'Дэли, президент Ирландии в 1974—1976 (род. 1911).
- 16 апреля — Филибер Циранана, 1-й президент Мадагаскара (1959—1972 годы) (род. 1912).
- 16 апреля — Варвара Мясникова, советская актриса театра и кино (род. 1900).
- 23 апреля — Иван Переверзев, советский актёр театра и кино, народный артист СССР (род. 1914).
- 24 апреля — Федерико Чавес, президент Парагвая в 1949—1954 годах (род. 1882).
- 28 апреля
  - Роман Кармен, советский кинорежиссёр-документалист, кинооператор, журналист, сценарист, педагог, публицист, Герой Социалистического Труда, народный артист СССР (род. 1906).
  - Мухаммед Дауд, глава Афганистана с 1973 года (род. 1909).
- 1 мая
  - Арам Хачатурян, армянский советский композитор, дирижёр, педагог, музыкально-общественный деятель, народный артист СССР, Герой Социалистического Труда (род. 1903).
  - Альдо Моро, известный итальянский политик, председатель Совета министров Италии в 1963—1968 и 1974—1976 годах (убит; род. 1916).
- 9 мая — Габриэль Рамананцуа, мадагаскарский политический, государственный и военный деятель, в 1972—1975 президент и премьер-министр (род. 1906).
- 12 мая — Василий Меркурьев, советский актёр театра и кино, театральный режиссёр, педагог, народный артист СССР (род. 1904).
- 15 мая — Роберт Мензис, премьер-министр Австралии в 1939—1941 и 1949—1966 годах (род. 1894).
- 21 мая — Игорь Аничков, советский лингвист (род. 1897).
- 26 мая — Тамара Карсавина, русская балерина (род. 1885).
- 28 мая — Владислав Дворжецкий, советский актёр театра и кино (род. 1939).
- 29 мая — Юрий Домбровский, советский писатель, поэт и мемуарист (род. 1909).
- 7 июня — Рональд Джордж Рейфорд Норриш, английский физико-химик, лауреат Нобелевской премии по химии (род. 1897).
- 10 июня — Николай Позднеев, русский советский живописец (род. 1930).
- 19 июня — Иван Тутаринов, советский военачальник, генерал-полковник, командующий ВДВ в 1959—1961 годах (род. 1904).
- 22 июня
  - Владимир Овчинников, советский живописец (род. 1911).
  - Йенс Отто Краг, премьер-министр Дании в 1962—1968 и 1971—1972 годах (род. 1914).
- 24 июня
  - Мстислав Келдыш, Президент Академии наук СССР (1961—1975), трижды Герой Социалистического Труда, лауреат Ленинской и двух Сталинских премий (род. 1911).
  - Ахмад аль-Гашими, президент Йеменской Арабской Республики (погиб в должности, род. 1941).
- 26 июня — Салем Рубайя Али, президент Южного Йемена в 1969—1978 годах (убит, род. 1934).
- 1 июля — Курт Штудент, немецкий лётчик-ас Первой мировой войны, основатель и первый командующий германских воздушно-десантных войск (род. в 1890).
- 5 июля — Рихард Кальо, эстонский советский график (р. 1914).
- 7 июля — Франсишку Мендеш, премьер-министр Гвинеи-Бисау (погиб в должности, род. 1939)
- 13 июля — Михаил Первухин, советский государственный, политический и военный деятель (род. в 1904).
- 22 июля — Андрей Хаустов, советский скульптор (род. в 1930).
- 30 июля — Умберто Нобиле, итальянский дирижаблестроитель, исследователь Арктики, генерал (род. 1885).
- 4 августа — Лиля Брик, российский литератор, муза В. В. Маяковского (род. 1891).
- 6 августа — Павел VI, папа римский (род. 1897).
- 15 августа — Иван Тюленев, советский военачальник, генерал армии, Герой Советского Союза, полный кавалер Георгиевского креста (род. 1892).
- 17 августа — Вера Марецкая, советская актриса театра и кино, народная артистка СССР, Герой Социалистического Труда, лауреат четырёх Сталинских премий (род. 1906).
- 19 августа — Арчил Геловани, маршал инженерных войск СССР (род. 1915).
- 21 августа — Николаас Дидерихс, президент ЮАР (скончался в должности, род. 1903).
- 22 августа — Джомо Кениата, президент Кении в 1964—1978, один из лидеров панафриканского движения (род. 1891).
- 27 августа — Ева Симонайтите, литовская писательница (род. 1897).
- 30 августа — Михаил Семичастный, советский футболист и футбольный тренер, заслуженный мастер спорта (род. 1910).
- 6 сентября — Адольф Дасслер, немецкий бизнесмен, руководитель фирмы Adidas (род. 1900).
- 8 сентября — Рикардо Самора, испанский футболист, вратарь (род. 1901).
- 14 сентября — Зенон Косидовский, польский писатель (род. 1898).
- 15 сентября — Вилли Мессершмитт, немецкий инженер, авиаконструктор и производитель авиационной техники (род. 1898).
- 28 сентября — Иоанн Павел I, папа римский (род. 1912).
- 3 октября — Александр Белов, советский баскетболист, олимпийский чемпион (род. 1951).
- 12 октября — Иван Пересыпкин, советский военачальник и государственный деятель, маршал войск связи (род. 1904).
- 14 октября — Владимир Мясищев, советский авиаконструктор, Герой Социалистического Труда, лауреат Ленинской премии (род. 1902).
- 18 октября — Рамон Меркадер, испанский агент советских органов госбезопасности (род. 1913), известен как убийца Льва Троцкого.
- 21 октября — Анастас Микоян, советский государственный и политический деятель (род. 1895).
- 26 октября — Константин Бушуев, советский учёный в области ракетно-космической техники, Герой Социалистического Труда (род. 1914).
- 3 декабря — Александр Панов, советский невролог, профессор, первооткрыватель клещевого энцефалита (род. 1905).
- 8 декабря — Голда Меир, премьер-министр Израиля в 1969—1974 (род. 1898).
- 10 декабря — Эмилио Портес Хиль, президент Мексики в 1928—1930 (род. 1890).
- 17 декабря — Сергей Зверев, министр оборонной промышленности СССР, Герой Социалистического Труда, лауреат Ленинской премии (род. 1912).
- 18 декабря — Александр Архангельский, советский авиаконструктор, Герой Социалистического Труда (род. 1892).
- 20 декабря — Дмитрий Покрасс, советский композитор, дирижёр, пианист. Народный артист СССР (род. 1899).
- 27 декабря — Хуари Бумедьен, алжирский государственный, военный и политический деятель, глава Алжира в 1965—1978 годах (род. 1932).

- Анастас Микоян
- Голда Меир
- Арам Хачатурян

## Нобелевские премии
- Физика — Пётр Леонидович Капица — «За его базовые исследования и открытия в физике низких температур», Арно Аллан Пензиас и Роберт Вудро Уилсон — «За открытие микроволнового реликтового излучения».
- Химия — Питер Митчелл — «За вклад в понимание процесса переноса биологической энергии, сделанный благодаря созданию хемиосмотической теории».
- Медицина и физиология — Арбер, Вернер, Натанс, Даниел, Смит, Хамилтон
- Экономика — Герберт Александер Саймон — «За новаторские исследования процесса принятия решений в рамках экономических организаций».
- Литература — Исаак Башевис-Зингер — «За эмоциональное искусство повествования, которое, уходя своими корнями в польско-еврейские культурные традиции, поднимает вечные вопросы».
- Премия мира — Анвар Садат и Менахем Бегин